# Trento Cionini
Trento Cionini (Urbania, 23 aprile 1919 – Roma, 30 novembre 2005) è stato un incisore italiano.

## Biografia
Dopo aver lavorato al Poligrafico dello Stato per la produzione di oltre 60 francobolli, ha inciso fra gli anni sessanta e gli anni novanta numerose banconote per la Banca d'Italia, fra cui la banconota da 500.000 lire "Raffaello".
Ha lavorato per diversi paesi come l'India, la Cina, la Corea, l'Indonesia  la Jugoslavia, disegnando ed incidendo col suo bulino per la produzione di diverse banconote.

## Alcune banconote realizzate da Trento Cionini

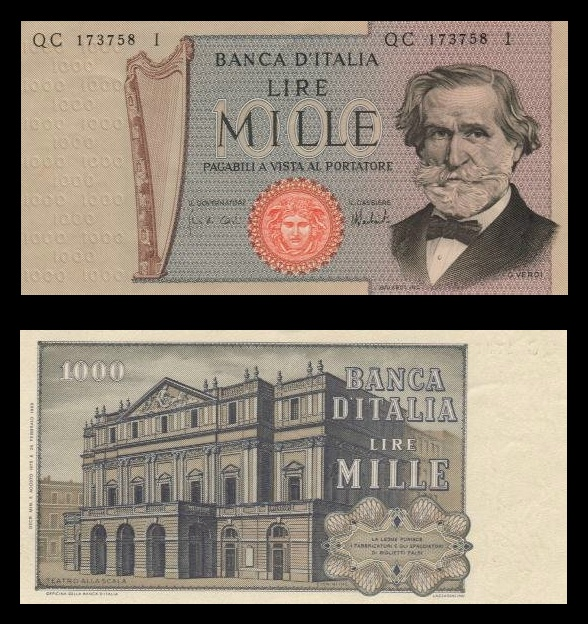
Le 1.000 lire "Verdi".
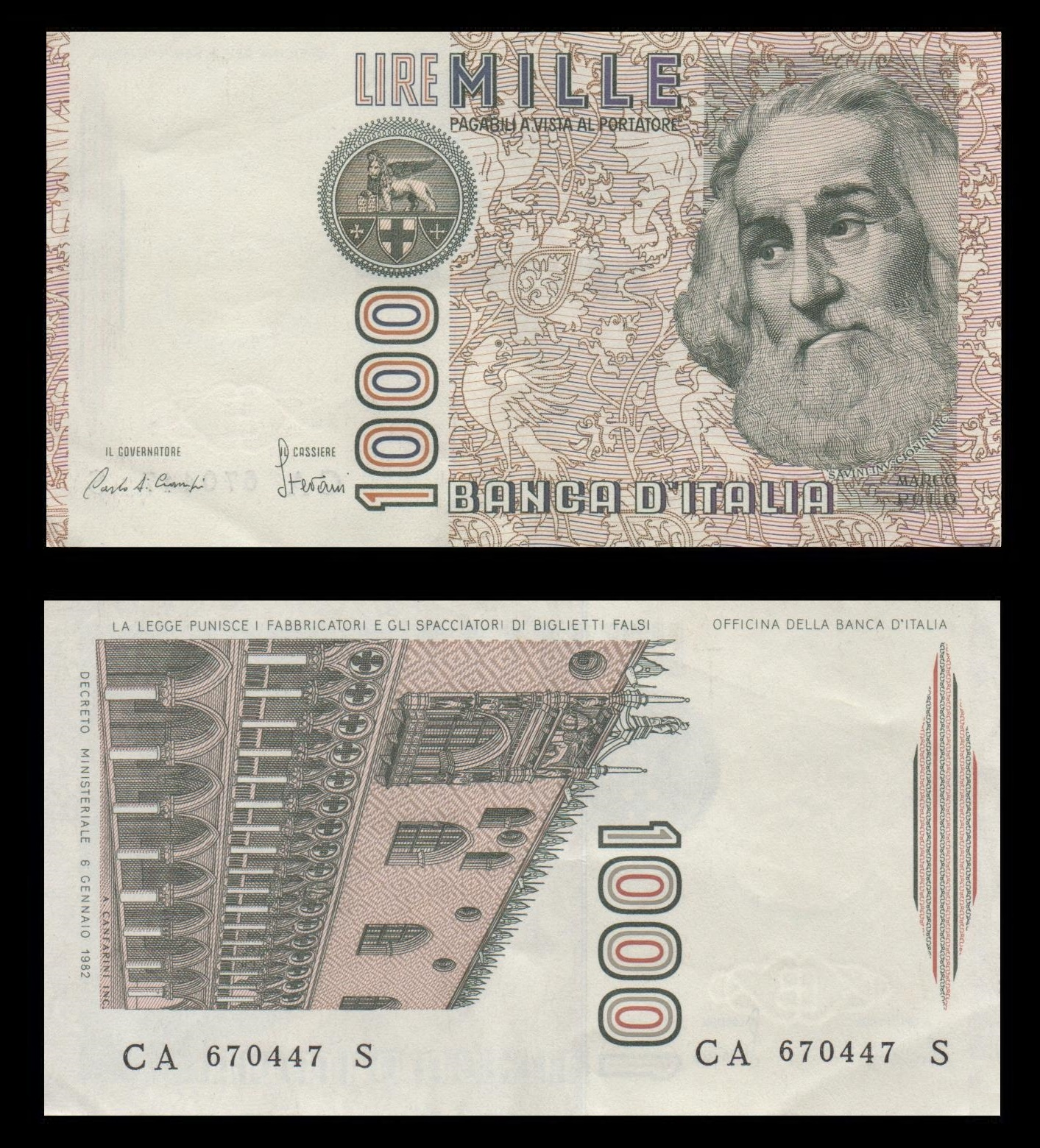
Le 1.000 lire "Polo".
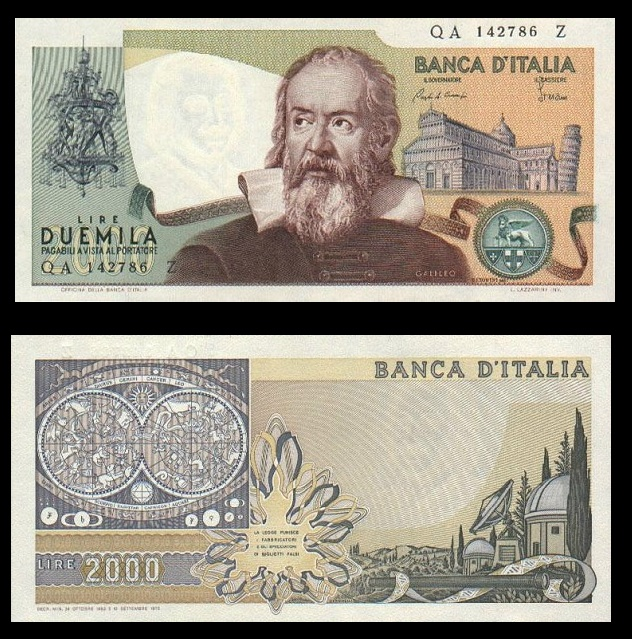
Le 2.000 lire "Galileo".
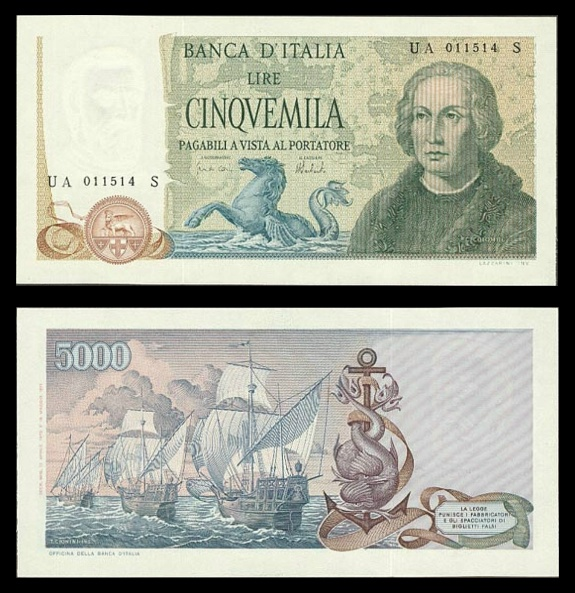
Le 5.000 lire "Colombo".
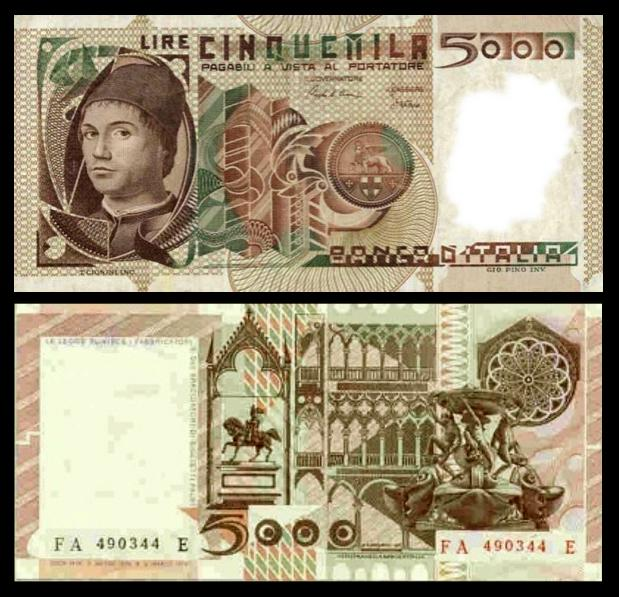
Le 5.000 lire "Antonello da Messina".
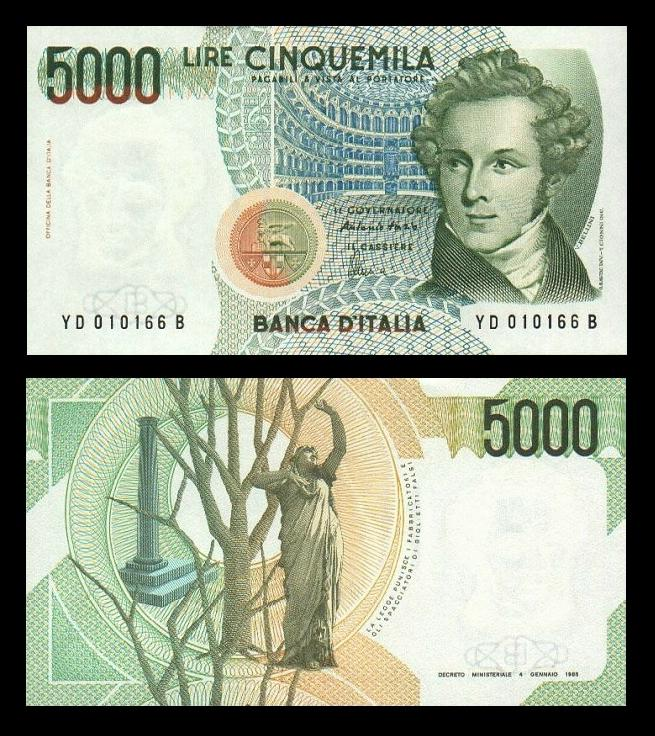
Le 5.000 lire "Bellini".
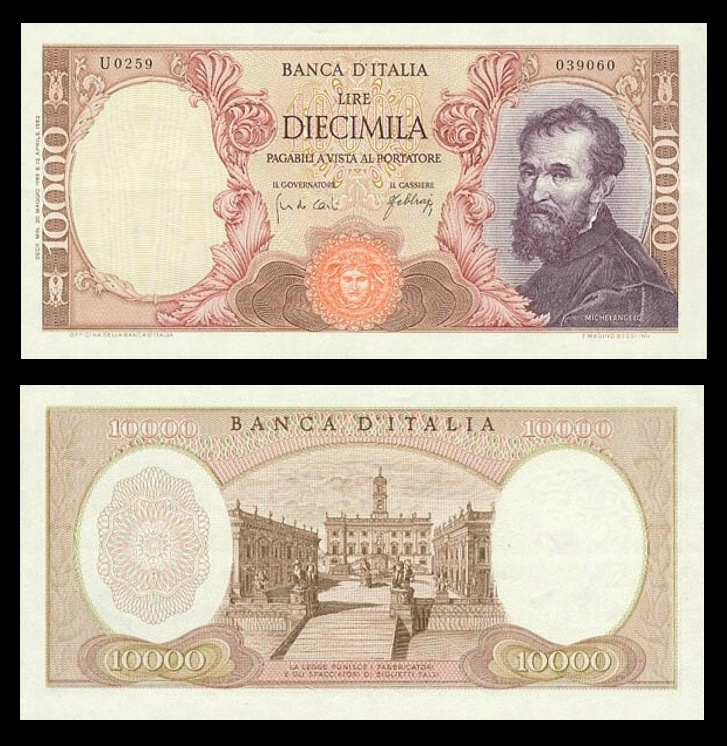
Le 10.000 lire "Michelangelo".
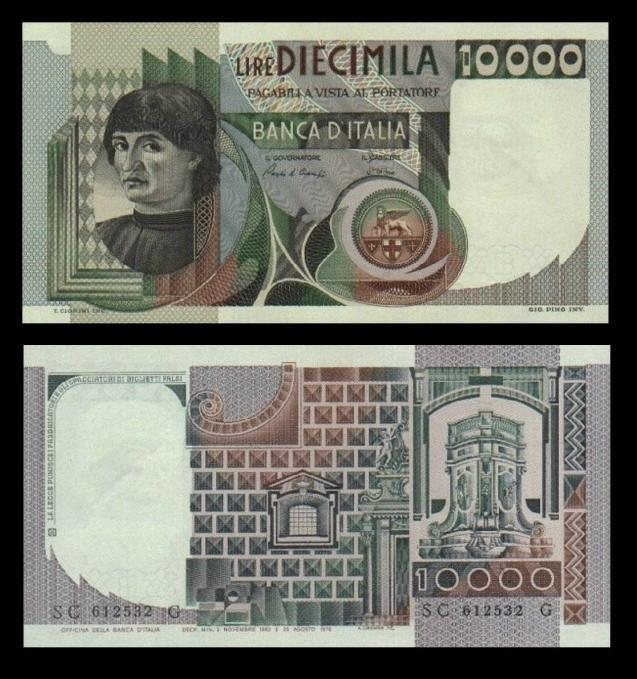
Le 10.000 lire "Andrea del Castagno".
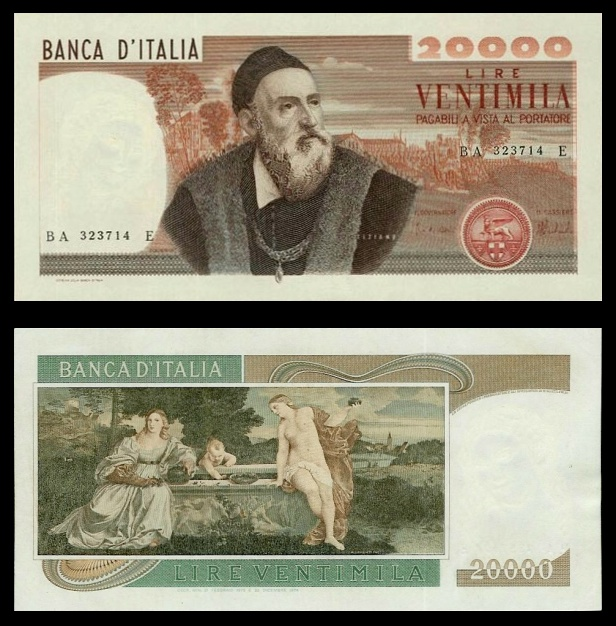
Le 20.000 lire "Tiziano"
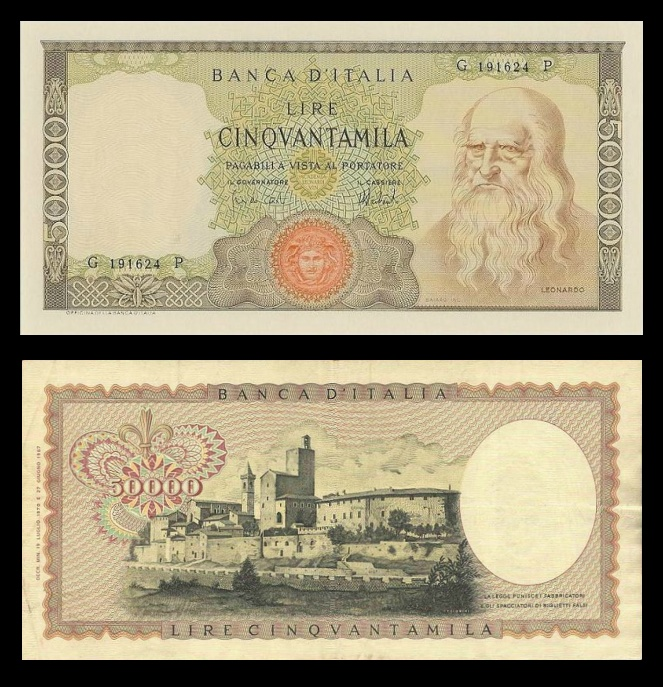
Le 50.000 lire "Leonardo".
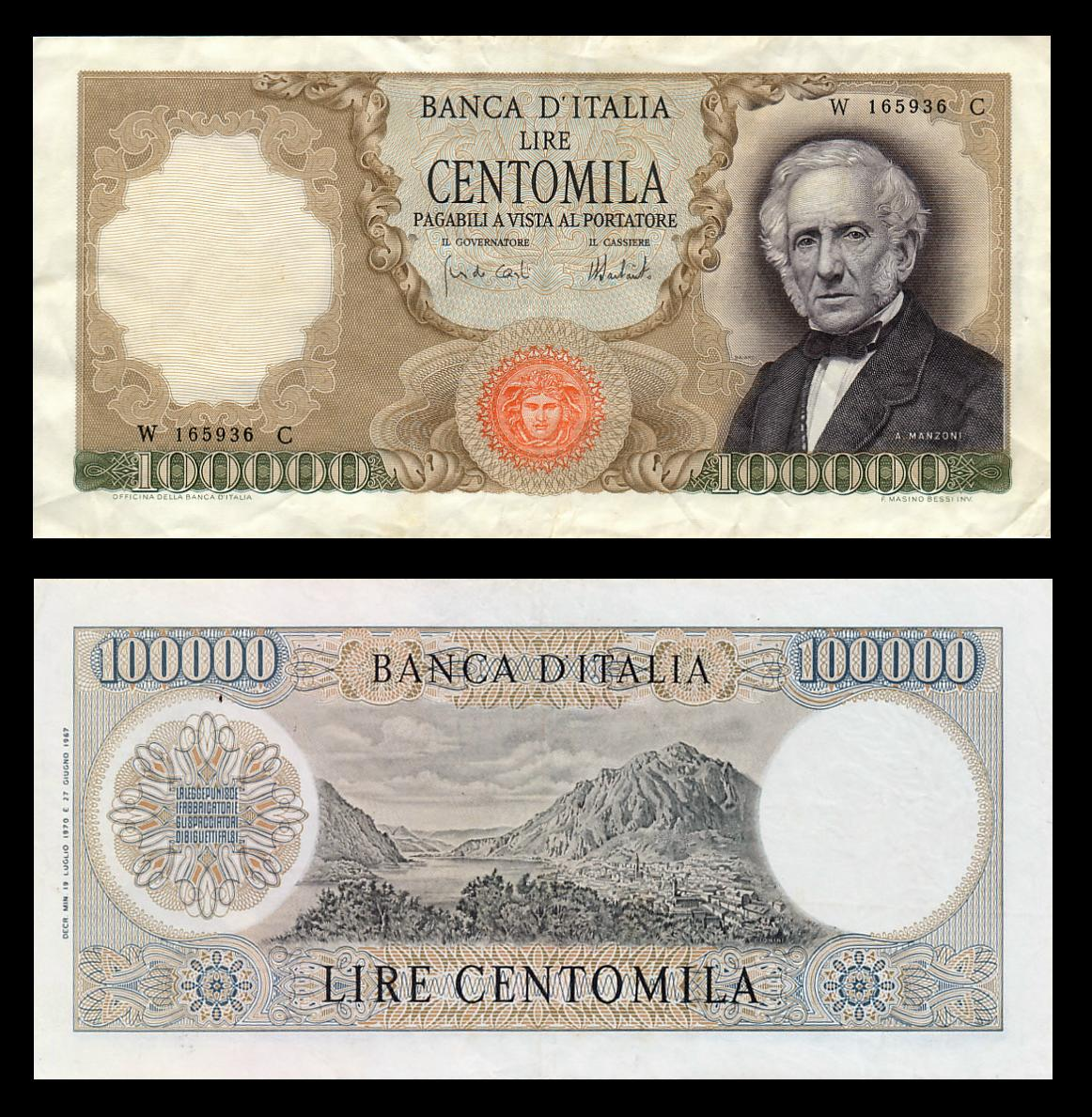
Le 100.000 lire "Manzoni"
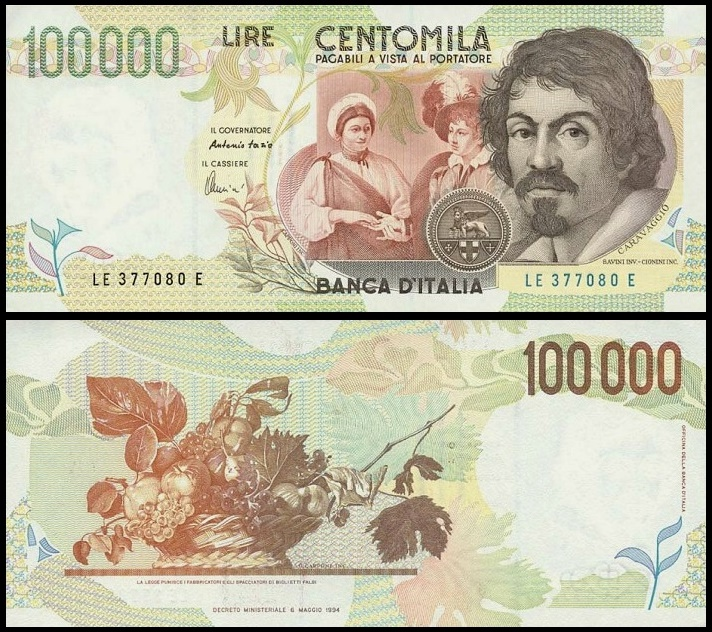
Le 100.000 lire "Caravaggio"
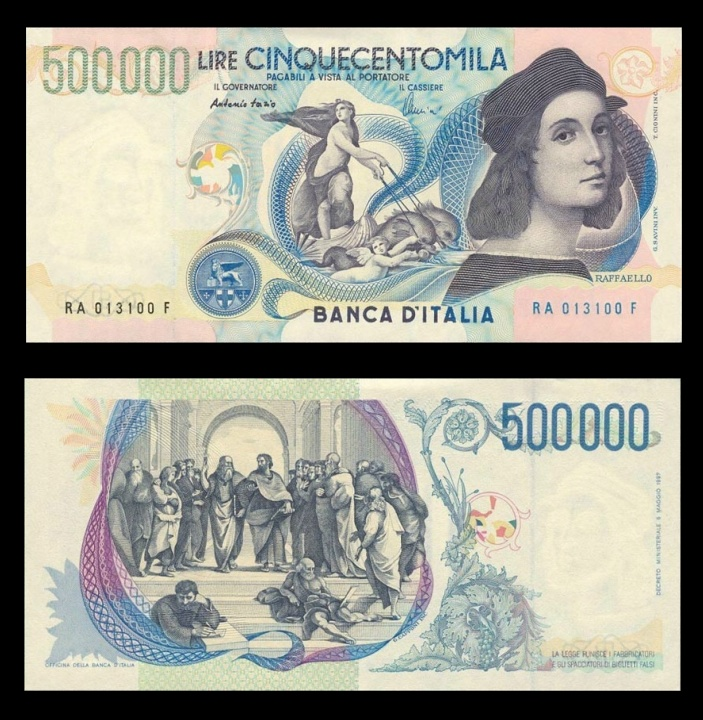
Le 500.000 lire "Raffaello".